# Eddy Vilard
Martin Eduardo Villasana Ruiz, conhecido como Eddy Vilard (Quintana Roo, Cancún, 2 de novembro de 1988) é um ator e apresentador de TV  mexicano.

## Carreira
Eddy Vilard iniciou sua carreira artística realizando comerciais de televisão e clipes musicais, como o clipe Ángel de Belinda. Jogava  futebol nas forças básicas de Necaxa e Cruz Azul. Eddy seria transferido para a Argentina para jogar, mas teve que ficar no México devido a uma lesão.
Em 2004, iniciou sua participação na telenovela mexicana Rebelde da Televisa, onde interpretava Téo Ruiz-Palacios, um garoto com asma, que consegue vencer suas crises ao conviver com os novos estudantes do Elite Way School.
Participou do programa de comédia "Me Caigo de Risa" da Televisa, onde passava por situações engraçadas de improviso cujo elenco incluiu a atriz Zoraida Gómez, com quem fez par romântico em Rebelde.
Eddy é formado em Psicologia e atualmente, apresenta o La Voz Mexico, versão de seu país do The Voice.

## Filmografia

### Telenovelas e séries
- 2016 -  Tres veces Ana - Daniel Hinojosa Padilla
- 2015 - Antes Muerta Que Lichita - Alex[1]
- 2014 - Hasta el fin del mundo - Oliver Peralta
- 2012 - Amor Bravío - Pablo Albarrán
- 2010 - Mujeres Asesinas - Leonardo
- 2008/2009 - Alma de Hierro - Luis (Wicho) Hierro Jiménez
- 2007 - Lola...Érase una vez! - Archibaldo Von Ferdinand
- 2004/2006 - Rebelde - Teódoro (Téo) Ruiz-Palacios
- 2003 - Avisos de Ocasión - Michael

### Filmes
- 2012 - El Arribo Del Conrado Sierra

### Programas de televisão
- 2020 - La Voz México
- 2019 - México Tiene Talento
- 2014 - Me Caigo de Risa

### Peças de Teatro
- 2016 - Los Bonobos
- 2011 - Filomena Marturano